# جرفينيو
غيرفايس ياو كواسي (بالفرنسية: Gervinho)‏ ويُعرف بـجرفينيو (مواليد 27 مايو 1988 في أنياما في ساحل العاج) هو لاعب كرة قدم عاجي.
بدأ مسيرته الكروية مع نادي بيفيرين البلجيكي في عام 2005، ولعب معهم حتى عام 2007، وشارك معهم في 66 مباراة وسجل 14 هدف، ومنذ عام 2007 بعدها لعب مع نادي لي مان الفرنسي ومن ثم نادي ليل وفي يوليو 2011 انتقل إلى نادي أرسنال الإنجليزي، وفي عام 2013 انتقل إلى نادي روما الإيطالي انتقل بعدها في عام 2016 إلى نادي هيبي فورتونا الصيني وفي صيف 2018 انضم إلى نادي بارما الإيطالي، وفي 26 مايو 2021، أعلن نادي طرابزون سبور التركي عن تعاقده مع جيرفينهو بصفحة انتقال حر.
و هو يلعب مع منتخب ساحل العاج لكرة القدم منذ عام 2007.

## أهدافه الدولية
| #  | التاريخ        | المكان                                          | الخصم                       | الهدف | النتيجة | المسابقة                        |
| -- | -------------- | ----------------------------------------------- | --------------------------- | ----- | ------- | ------------------------------- |
| 1  | 14 نوفمبر 2009 | ملعب فيليكس هوفويت-بواني، أبيدجان، ساحل العاج   | غينيا                       | 1–0   | 3–0     | تصفيات أفريقيا لكأس العالم 2010 |
| 2  | 14 نوفمبر 2009 | ملعب فيليكس هوفويت-بواني، أبيدجان، ساحل العاج   | غينيا                       | 2–0   | 3–0     | تصفيات أفريقيا لكأس العالم 2010 |
| 3  | 15 يناير 2010  | ملعب تشيازي الوطني، كابيندا، أنغولا             | غانا                        | 1–0   | 3–1     | كأس الأمم الأفريقية 2010        |
| 4  | 17 نوفمبر 2010 | ملعب مييسكي، بوزنان، بولندا                     | بولندا                      | 1–1   | 1–3     | ودية                            |
| 5  | 5 يونيو 2011   | ملعب الصداقة، كوتونو، البنين                    | بنين                        | 3–0   | 6–2     | تصفيات كأس الأمم الأفريقية 2012 |
| 6  | 5 يونيو 2011   | ملعب الصداقة، كوتونو، البنين                    | بنين                        | 5–2   | 6–2     | تصفيات كأس الأمم الأفريقية 2012 |
| 7  | 3 سبتمبر 2011  | ملعب أماهورو، كيغالي، رواندا                    | رواندا                      | 5–0   | 5–0     | تصفيات كأس الأمم الأفريقية 2012 |
| 8  | 8 فبراير 2012  | ملعب أنغونجي، ليبرفيل، الغابون                  | مالي                        | 1–0   | 1–0     | كأس الأمم الأفريقية 2012        |
| 9  | 8 سبتمبر 2012  | ملعب فيليكس هوفويت-بواني، أبيدجان، ساحل العاج   | السنغال                     | 2–2   | 4–2     | تصفيات كأس الأمم الأفريقية 2013 |
| 10 | 14 يناير 2013  | ملعب آل نهيان، أبو ظبي، الإمارات                | مصر                         | 1–0   | 4–2     | ودية                            |
| 11 | 14 يناير 2013  | ملعب آل نهيان، أبو ظبي، الإمارات                | مصر                         | 3–1   | 4–2     | ودية                            |
| 12 | 22 يناير 2013  | ملعب رويال بافوكينغ، روستنبرغ، جنوب أفريقيا     | توغو                        | 2–1   | 2–1     | كأس الأمم الأفريقية 2013        |
| 13 | 26 يناير 2013  | ملعب رويال بافوكينغ، روستنبرغ، جنوب أفريقيا     | تونس                        | 1–0   | 3–0     | كأس الأمم الأفريقية 2013        |
| 14 | 4 يونيو 2014   | ملعب تويوتا، تكساس، الولايات المتحدة            | السلفادور                   | 1–0   | 2–1     | ودية                            |
| 15 | 14 يونيو 2014  | أرينا بيرنامبوكو، ساو لورينكو دا ماتا، البرازيل | اليابان                     | 2–1   | 2–1     | كأس العالم 2014                 |
| 16 | 19 يونيو 2014  | ملعب ماني غارينشا الوطني، برازيليا، البرازيل    | كولومبيا                    | 1–2   | 1–2     | كأس العالم 2014                 |
| 17 | 6 سبتمبر 2014  | ملعب فيليكس هوفويت-بواني، أبيدجان، ساحل العاج   | سيراليون                    | 2–1   | 2–1     | تصفيات كأس الأمم الأفريقية 2015 |
| 18 | 14 نوفمبر 2014 | ملعب فيليكس هوفويت-بواني، أبيدجان، ساحل العاج   | سيراليون                    | 4–1   | 5–1     | تصفيات كأس الأمم الأفريقية 2015 |
| 19 | 1 فبراير 2015  | ملعب مالابو الجديد، مالابو، غينيا الإستوائية    | الجزائر                     | 3–1   | 3–1     | كأس الأمم الأفريقية 2015        |
| 20 | 4 فبراير 2015  | ملعب باتا، باتا، غينيا الإستوائية               | جمهورية الكونغو الديمقراطية | 2–1   | 3–1     | كأس الأمم الأفريقية 2015        |
| 21 | 25 مارس 2016   | ملعب فيليكس هوفويت-بواني، أبيدجان، ساحل العاج   | السودان                     | 1–0   | 1–0     | تصفيات كأس الأمم الأفريقية 2017 |
| 22 | 8 أوكتوبر 2016 | ملعب بواكي، بواكي، ساحل العاج                   | مالي                        | 3–1   | 3–1     | تصفيات كأس العالم 2018          |
| 23 | 12 نوفمبر 2020 | الملعب الوطني، أبيدجان، ساحل العاج              | مدغشقر                      | 1–0   | 2–1     | تصفيات كأس الأمم الأفريقية 2021 |

## روابط خارجية
جرفينيو على موقع الاتحاد الدولي (مؤرشف)  (الإنجليزية)
- جرفينيو على موقع اتحاد تركيا (لاعب) (الإنجليزية)
- جرفينيو على موقع رابطة كرة القدم الفرنسية للمحترفين (الإنجليزية)
- جرفينيو على موقع إي إس بي إن إف سي (الإنجليزية)
- جرفينيو على موقع قاعدة بيانات كرة القدم.إي يو (الإنجليزية)
- جرفينيو على موقع ليكيب (الفرنسية)
- جرفينيو على موقع ناشيونال فوتبول تيمز (الإنجليزية)
- جرفينيو على موقع Soccerbase.com (لاعب) (الإنجليزية)
- جرفينيو على موقع Soccerway.com (الإنجليزية)
- جرفينيو على موقع عالم كرة القدم.نت (الإنجليزية)